# Gonzalo Prósperi
Gonzalo Sebastián Prósperi (Martínez, Buenos Aires, Argentina 3 de junio de 1985) es un exfutbolista argentino que se desempeña como defensor lateral. Finalizó su carrera en San Martín de San Juan, de la Segunda división Argentina

## Trayectoria

### Argentinos Juniors
Prósperi, surgido de las divisiones inferiores de Argentinos Juniors, hizo su debut como profesional en el club de la Paternal en 2003. 

### Paso por Godoy Cruz
En 2005 y con solo 20 años fue cedido a préstamo a Godoy Cruz de Mendoza. Con el club mendocino obtuvo el campeonato del 2005, Los mendocinos derrotaron 1 a 0 como visitantes a Ben Hur Con este campeonato se aseguraba un lugar en la final de la temporada en donde se enfrentaría a Nueva Chicago y le ganaría con un global de 4-2. El primer ascenso del club mendocino en su historia. Tras 16 participaciones en aquel club y dos goles, regresó a Argentinos Juniors en 2006. 

### Vuelta a Argentinos
Disputando un número importante de juegos entre 2006 y 2009, se convirtió en titular tras la designación de Claudio Borghi como director técnico.
Prósperi tuvo una destacada participación en el plantel que logró el Torneo Clausura 2010, jugando 18 de los 19 partidos.
Al volver a su club después del ascenso con Godoy Cruz, Prósperi se va asentando y cuando más titular es más puntos suma su equipo, al llegar el 2010 de la mano de Claudio Borghi y disputando 18 de 19 partidos jugando de carrilero tanto por derecha como izquierda se consagra campeón con Argentinos Juniors, club que hacia 25 años no lo hacía, tuvo una destacada participación en la Copa Libertadores 2011 donde su club queda primero en el grupo en la primera ronda, empatando contra el Fluminense de Brasil 2-2,  ganándole al Nacional de Uruguay 1-0 y al América de México 3-1, pero después quedaría eliminado en la misma instancia.
Capitán de su equipo se lo vende a San Lorenzo de Almagro en julio del 2012, se retira de la pretemporada y bajando las escaleras del hotel lo despiden todos de pie y aplaudiéndolo, jugadores como Matías Laba, Lucas Rodríguez fueron aconsejados por él en sus primeros pasos en primera.

### San Lorenzo de Almagro
Ya en San Lorenzo consigue sacar del fondo en los promedios y clasificarlo a un torneo internacional después de mucho tiempo. Empieza siendo el lateral derecho titular del equipo, y en su primera temporada cosechó 33 de los 38 partidos de aquella temporada. En 2013 y ya con Juan Antonio Pizzi como técnico, pierde esa titularidad la cual se había ganado con buenos rendimientos y grandes actuaciones, pero es sustituido por Julio Buffarini compañero que era de los rendimientos más altos en el plantel. Sin jugar mucho San Lorenzo conseguiría el Torneo Inicial 2013 en donde Prósperi solo jugaría 3 partidos. Continuaría sin jugar mucho pero desde lo anímico sería de lo más importante en el club y es por eso que tiene una gran relación con sus compañeros de equipo. En 2014 participa en dos partidos de la Copa Libertadores 2014 que ganó el club, sumando así, el primer logro internacional a su carrera. En febrero de 2016, fue suplente en el partido que San Lorenzo derrotó 4 a 0 a Boca para obtener la Supercopa Argentina 2015.

### Préstamo en Banfield
El 26 de julio de 2016 se confirma su traspaso, a préstamo, al Club Atlético Banfield.
Comenzó como titular, pero con el correr de las fechas fue perdiendo el puesto con Gonzalo Bettini, siendo relegado al banco de suplentes.

## Selección nacional
Al subir a primera vio desde el banco como ascendía su club Argentinos Juniors, dirigido por Sergio Batista, queda afuera de la pretemporada y es llamado por Marcelo Bielsa para integrar el grupo de sparring que es llevado a Chile para los juegos preolímpicos 2004 que Argentina nunca había ganado, participó en cada entrenamiento con figuras ya reconocidas como Carlos Tévez, Lucho González, Clemente Rodríguez, entre otros. El equipo consigue por primera vez el campeonato y vuelven con la medalla, en el vestuario Bielsa les pide a los jugadores que aplaudan a los sparring que sin ellos no hubiera sido posible ganar el campeonato. 

## Clubes
| Club                   | País      | Año          | PJ  | Goles |
| ---------------------- | --------- | ------------ | --- | ----- |
| Argentinos Juniors     | Argentina | 2003 - 2004  | 4   | 0     |
| Godoy Cruz (Cedido)    | Argentina | 2005 - 2006  | 16  | 2     |
| Argentinos Juniors     | Argentina | 2006 - 2012  | 152 | 4     |
| San Lorenzo            | Argentina | 2012 - 2016  | 65  | 0     |
| Banfield (Cedido)      | Argentina | 2016 - 2017  | 4   | 0     |
| San Martín de San Juan | Argentina | 2017 - '2022 | 61  | 6     |

## Palmarés

### Campeonatos nacionales
| Título              | Club                   | País      | Año    |
| ------------------- | ---------------------- | --------- | ------ |
| Primera División    | Argentinos Juniors     | Argentina | C-2010 |
| Primera División    | San Lorenzo de Almagro | Argentina | I-2013 |
| Supercopa Argentina | San Lorenzo de Almagro | Argentina | 2015   |

### Campeonatos internacionales
| Título            | Club                   | Sede         | Año  |
| ----------------- | ---------------------- | ------------ | ---- |
| Copa Libertadores | San Lorenzo de Almagro | Buenos Aires | 2014 |

### Otros logros
| Ascenso   | Club               | Sede    | Año  |
| --------- | ------------------ | ------- | ---- |
| Promoción | Argentinos Juniors | Córdoba | 2004 |

| Torneo                 | Club       | Sede    | Año  |
| ---------------------- | ---------- | ------- | ---- |
| Apertura de B Nacional | Godoy Cruz | Mendoza | 2005 |

| Torneo             | Club                     | Sede    | Año     |
| ------------------ | ------------------------ | ------- | ------- |
| Primera B Nacional | Godoy Cruz Antonio Tomba | Mendoza | 2005/06 |